# Shéu
Shéu Han eller bare Shéu (født 3. august 1953 i Inhassoro, Portugisisk Mozambique) er en portugisisk tidligere fodboldspiller (midtbane) og senere -træner.
På klubplan tilbragte Shéu hele sin aktive karriere, fra 1972 til 1989, hos Lissabon-storklubben Benfica. Her var han med til at vinde hele ti portugisiske mesteskaber og seks pokaltitler. Han var anfører for holdet der tabte Mesterholdenes Europa Cup finale 1988 til hollandske PSV Eindhoven.
Shéu spillede desuden 24 kampe for det portugisiske landshold, som han debuterede for 7. april 1976 i en venskabskamp mod Italien.
I 1999 havde Shéu en kort periode som Benficas træner.

## Titler
Primeira Liga
- 1973, 1975, 1976, 1977, 1981, 1983, 1984, 1987 og 1989 med Benfica

Taça de Portugal
- 1980, 1981, 1983, 1985, 1986 og 1987 med Benfica